# نهر بويا
نهر بويا هو نهر في غرب وسط كاليدونيا الجديدة. يقع مصدره بالقرب من جبل أوبيني . تقع بلدة بويا على ضفة النهر بالقرب من البحر. يتميز مصب النهر في خليج بويا بأشجار الأيكة الساحلية الكبيرة.

## أنظر أيضا
- قائمة أنهار كاليدونيا الجديدة